# Kalinina (sielsowiet Pakalubiczy)
Kalinina (biał. Калініна; ros. Калинино, Kalinino) – osiedle na Białorusi, w obwodzie homelskim, w rejonie homelskim, w sielsowiecie Pakalubiczy, przy drodze republikańskiej R30.
W pobliżu znajduje się port lotniczy Homel.